# Parque da Luz (Florianópolis)
O Parque da Luz é uma área verde de lazer (AVL) da cidade brasileira de Florianópolis, capital do estado de Santa Catarina. Com área de 37.435 m², está localizado integralmente na zona urbana central da cidade, nos altos da rua Felipe Schmidt. Por se situar na cabeceira insular da Ponte Hercílio Luz, possui um mirante de onde se pode avistar esse monumento histórico, bem como a orla urbana marítima de Florianópolis.
Atualmente, conta com área de lazer, relógio de sol, passeio para pedestres, campo de futebol, viveiro de árvores frutíferas, bancos e mesas, entre outros equipamentos. Sua administração está a cargo da Associação Amigos do Parque da Luz (AAPL).

## História
A Colina da Vista Alegre, Morro do Barro Vermelho, Morro do Estreito ou Morro do Vieira eram denominações do local onde atualmente está situado o Parque da Luz, consistindo de elevações estruturais sobre um maciço rochoso. Próximos à área estava situado o Forte de Santana (1761) - uma das bases do projeto português no extremo sul, e o Forno do Lixo (1910-1914). Ao sul localizava-se o Porto no bairro Rita Maria, os estaleiros, as fábricas de pregos e pontas, de rendas e bordados de Carl Hoepcke e a vila operária.
Em 1841 o terreno foi escolhido para a implantação do cemitério municipal. Esta tarefa foi desempenhada até a década de 1920, quando precisou ser movido para o atual cemitério no bairro Itacorubi para dar lugar às ruas de acesso à Ponte Hercílio Luz.
Ao longo das décadas seguintes o local abrigou passantes, parque de diversões, associações, albergues da juventude, clubes afros, punks e sem tetos.
Em 1986 foi lançada a semente do tombamento da Ponte Hercílio Luz e da sua reabertura para pedestres e ciclistas, bem como o lançamento do projeto da criação do Parque da Luz, idealizado pelo professor de economia da Universidade Federal de Santa Catarina, Etienne Luiz Silva.
Na década de 1990, o terreno foi cogitado para a construção da sede da Prefeitura Municipal. Todavia, houve movimentação da comunidade, contrária à ideia e favorável à designação da área para preservação ambiental e de lazer.

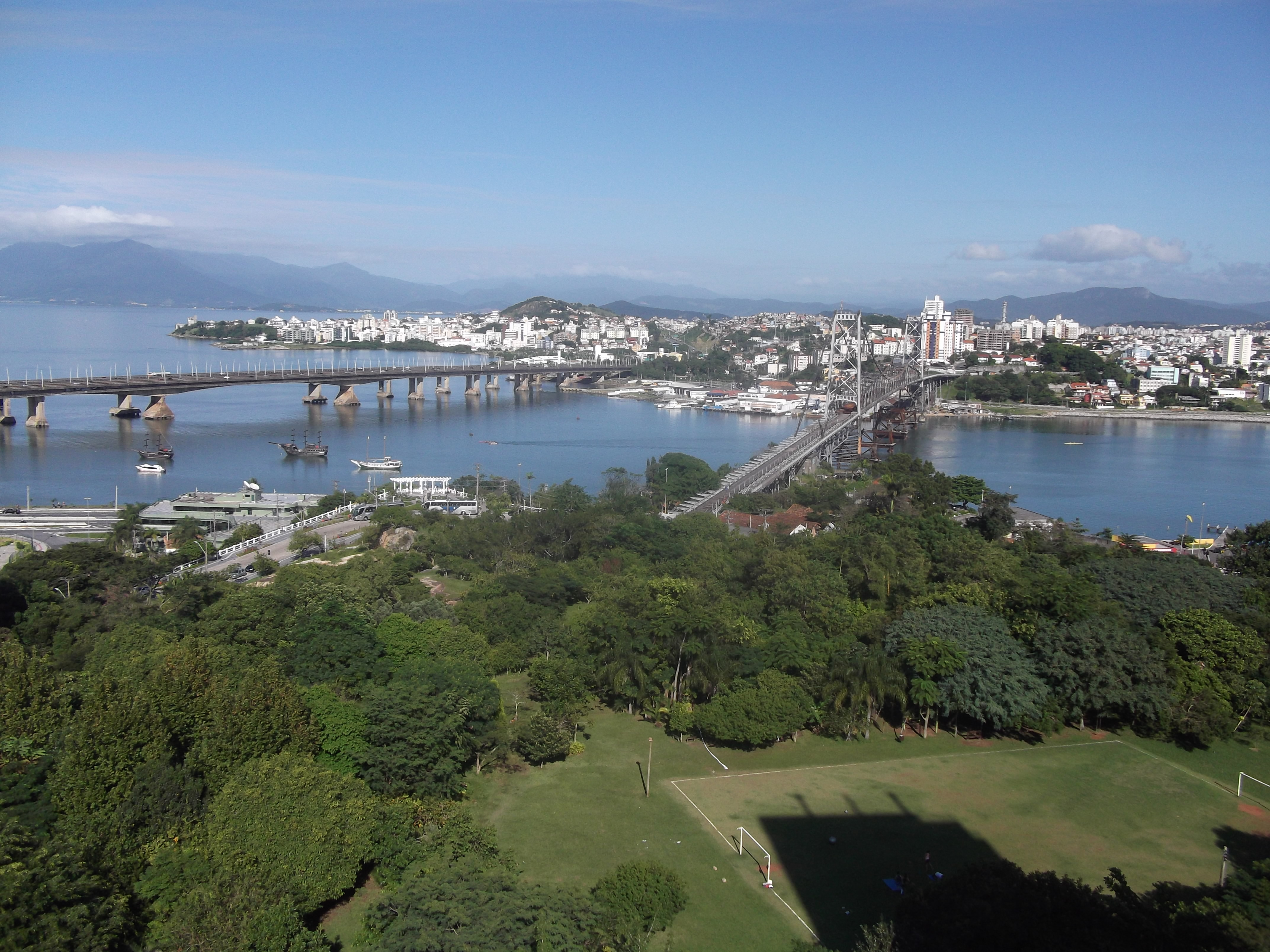
O Parque da Luz, com o estreito entre as baías Norte e Sul e a Ponte Hercílio Luz no primeiro plano. Ao fundo, a região continental de Florianópolis e as pontes Colombo Salles e Pedro Ivo Campos.

Em 1997 foi criada a Associação Amigos do Parque da Luz - uma organização não governamental com o objetivo de salvaguardar e preservar esta área de grande valor histórico e paisagístico da cabeceira insular da Ponte Hercílio Luz, a partir da conscientização comunitária e ambiental. Neste sentido foram realizados inúmeros encontros artísticos musicais, moções científicas e políticas, até que o parque fosse compreendido e assimilado pela cultura urbana como espaço vital, hoje indispensável às atuais e futuras gerações para que possam, na cidade, por os pés no chão, respirar ar puro, ver o nascer e o pôr do sol.
Com o intuito de dar uma destinação definitiva para a área e acabar de vez com as ameaças de ocupação a que ela sempre esteve submetida (órgãos públicos, hotéis, shopping, centro de convenções, entre outros) a comunidade através dos Amigos do Parque da Luz coletou 10 mil assinaturas, que serviram de suporte e respaldo para a Lei Complementar 051/99, que transformou definitivamente o local em Área Verde de Lazer. Posteriormente, através da Lei Ordinária 8017/09, a área passou a ser denominada oficialmente Parque da Luz.
Assim, apesar de todo crescimento da cidade, desde então o Parque da Luz permanece uma elevação rochosa, livre, arbórea, aberta e pública, de onde se descortina um horizonte aberto das duas baias, do sol e da lua e da majestosa travessia, compondo um elo escultural paisagístico, ecológico, artístico e cultural.